# Nova vas pri Jelšanah
Nova vas pri Jelšanah je naselje v Občini Ilirska Bistrica.